# Eliseu Moga
Eliseu Moga (n. 1859, Frata, comitatul Cluj, Regatul Ungariei – d. secolul al XX-lea) a fost un deputat în Marea Adunare Națională de la Alba Iulia, organismul legislativ reprezentativ al „tuturor românilor din Transilvania, Banat și Țara Ungurească”, cel care a adoptat hotărârea privind Unirea Transilvaniei cu România, la 1 decembrie 1918.

## Biografie
Născut în anul 1859, Eliseu Moga provine din comuna Frata, comitatul Cluj. Urmează studiile la Facultatea de Teologie iar în anul 1883 este hirotonisit preot unit. Mai târziu, el este numit protopop onorar în Apahida, jud.Cluj, iar între anii 1927-1928, Eliseu Moga slujește în parohia Sânicoară.

## Activitatea politică
Elizeu Moga este numit delegat de drept de către Cercul electoral Cojocna pentru a fi reprezentantul comunei Frata la Adunarea Națională de la Alba Iulia de la 1 decembrie 1918.